# Svart ögonbock
Svart ögonbock (Ropalopus macropus) är en skalbaggsart som först beskrevs av Ernst Friedrich Germar 1824.  Svart ögonbock ingår i släktet Ropalopus och familjen långhorningar.
Artens utbredningsområde är:
- Iran.
- Ukraina.

Enligt den svenska rödlistan är arten nationellt utdöd i Sverige. . Arten har tidigare förekommit i Götaland men är numera lokalt utdöd. Artens livsmiljö är skogslandskap, jordbrukslandskap. Inga underarter finns listade i Catalogue of Life.

## Bildgalleri

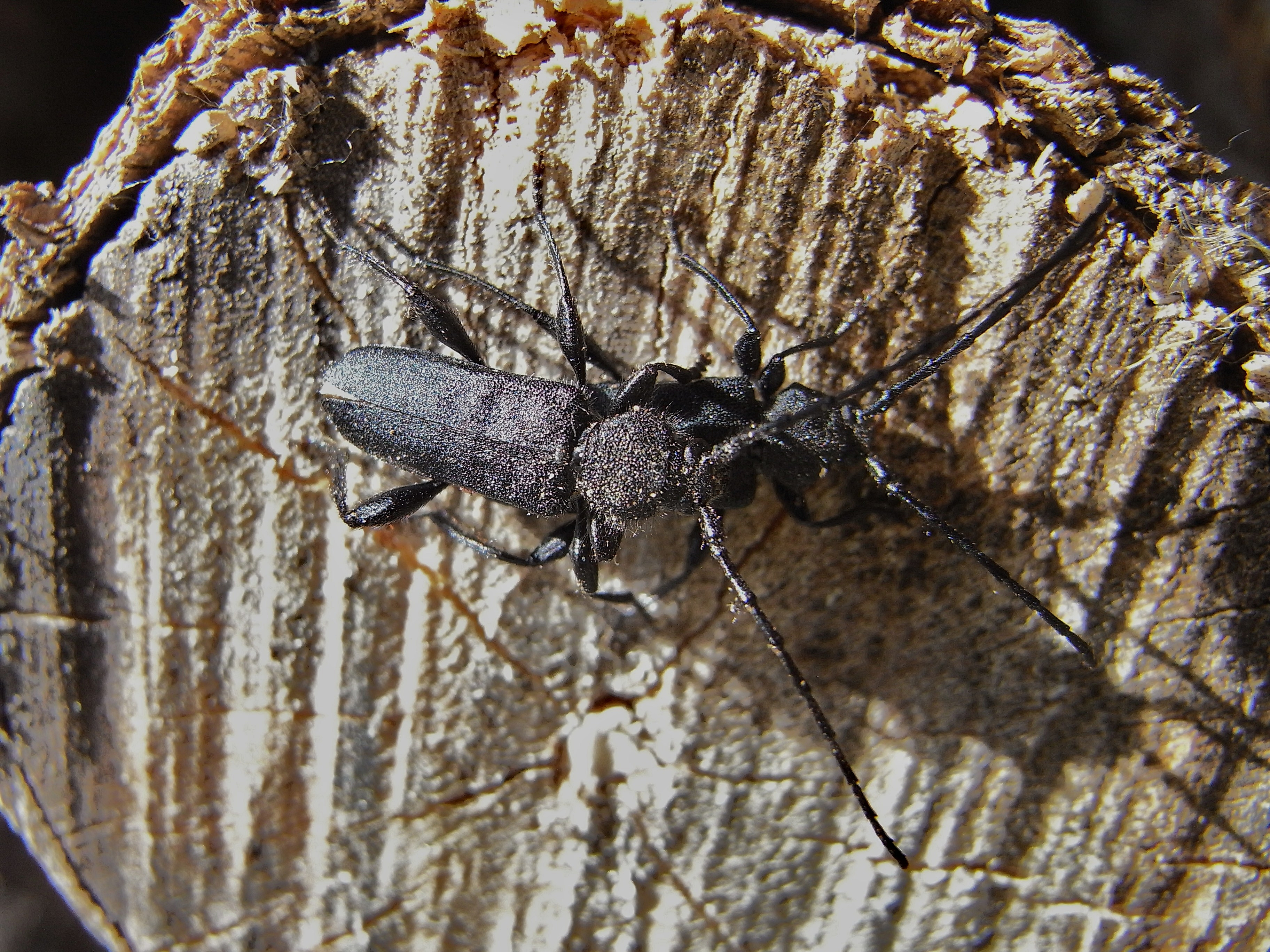
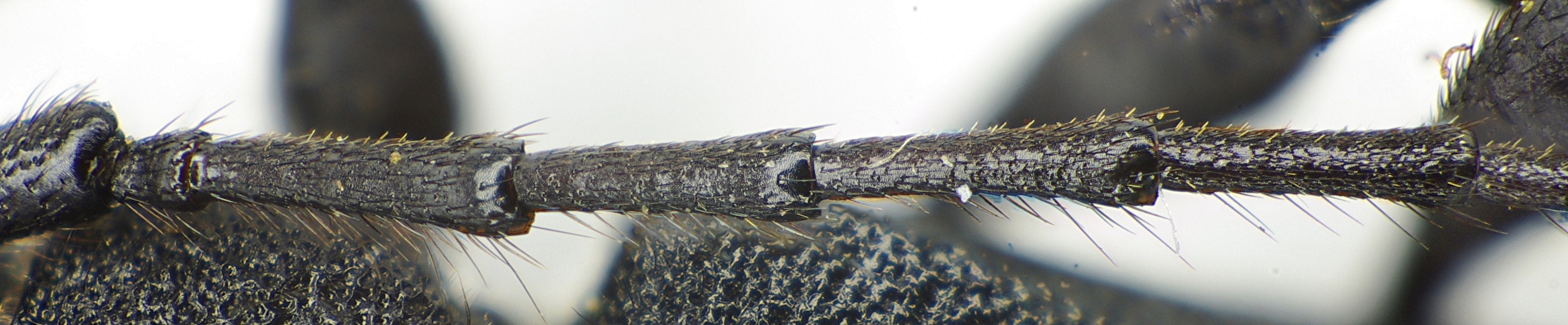
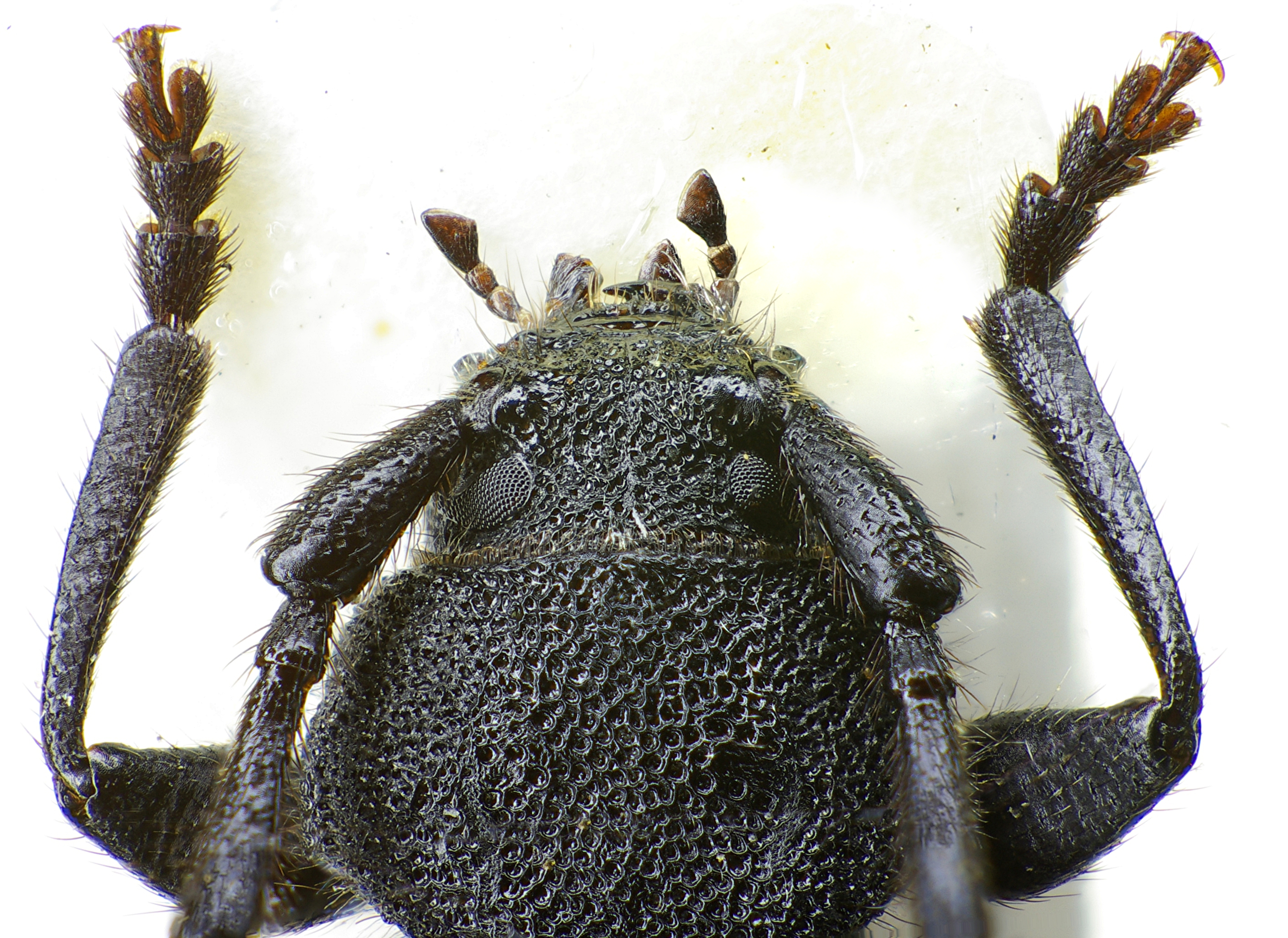
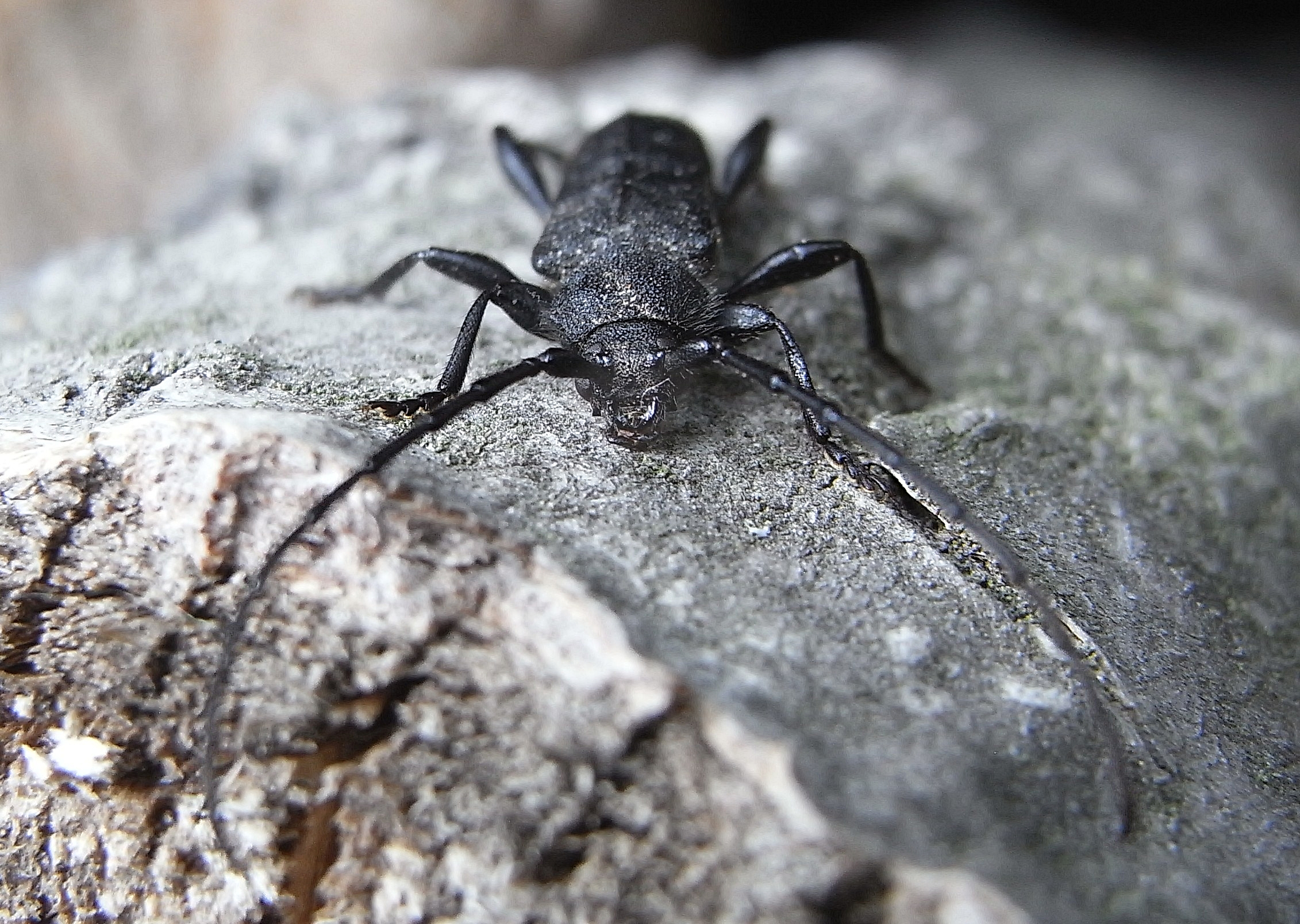
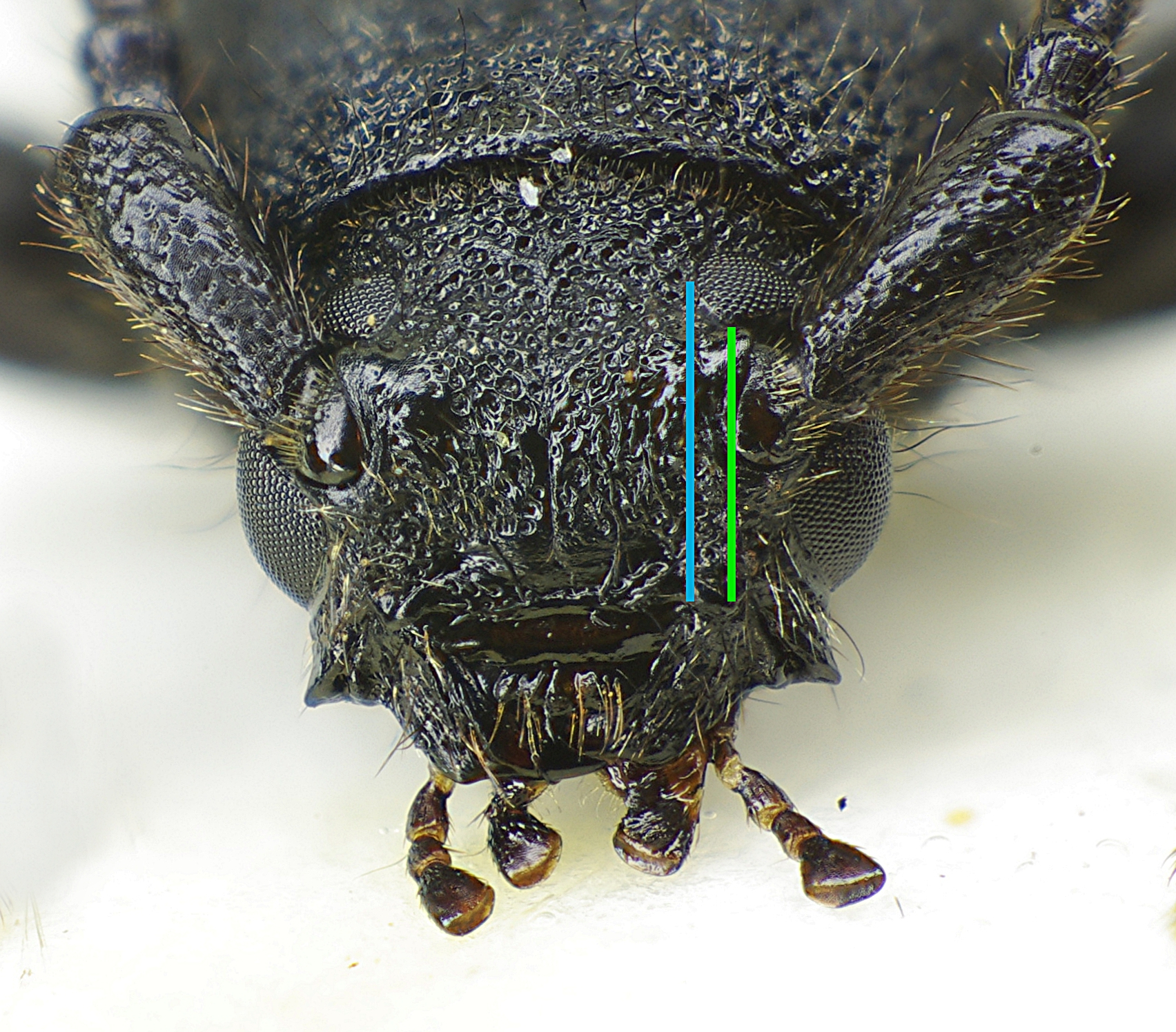
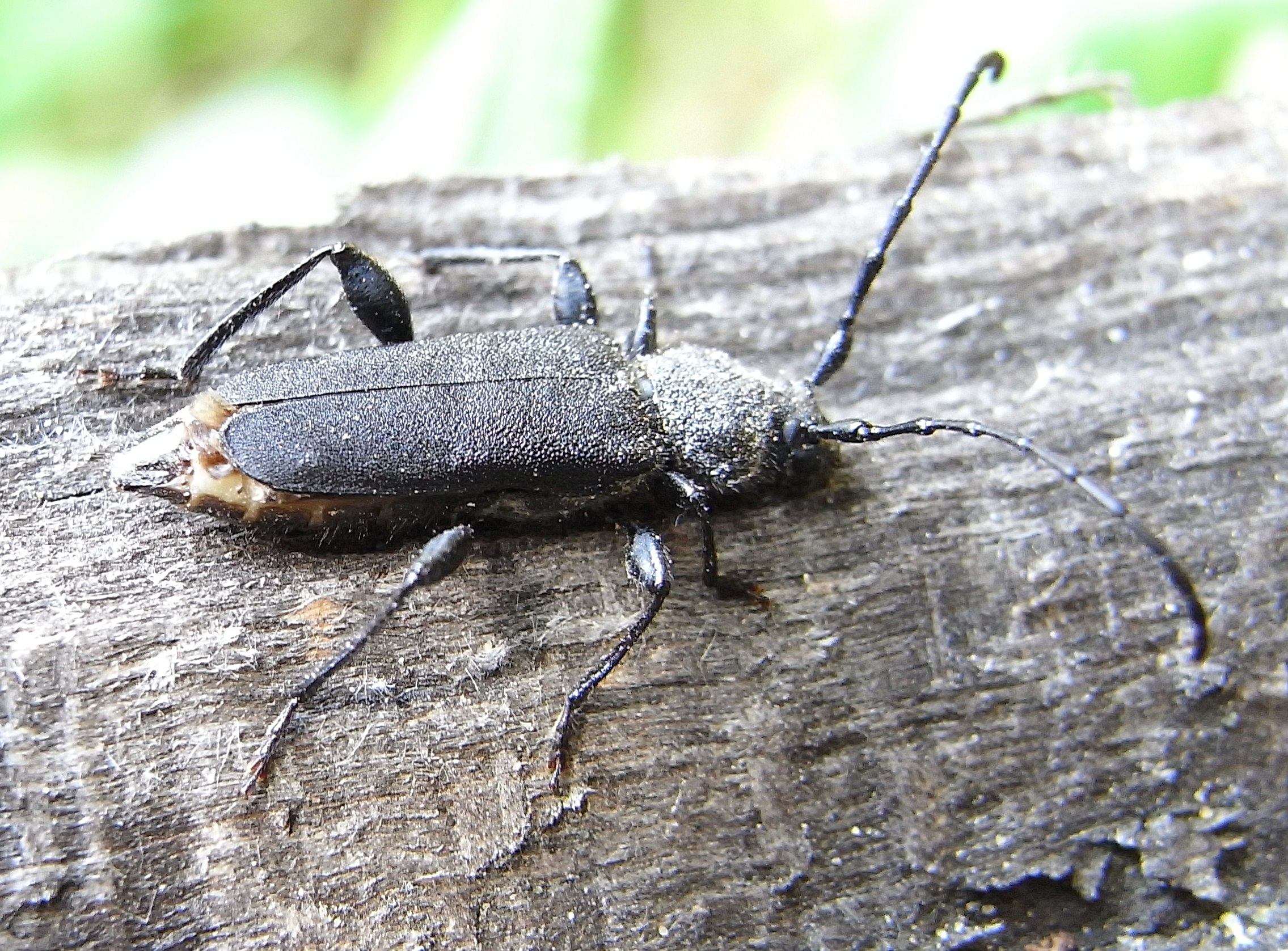